# Língua intereslava

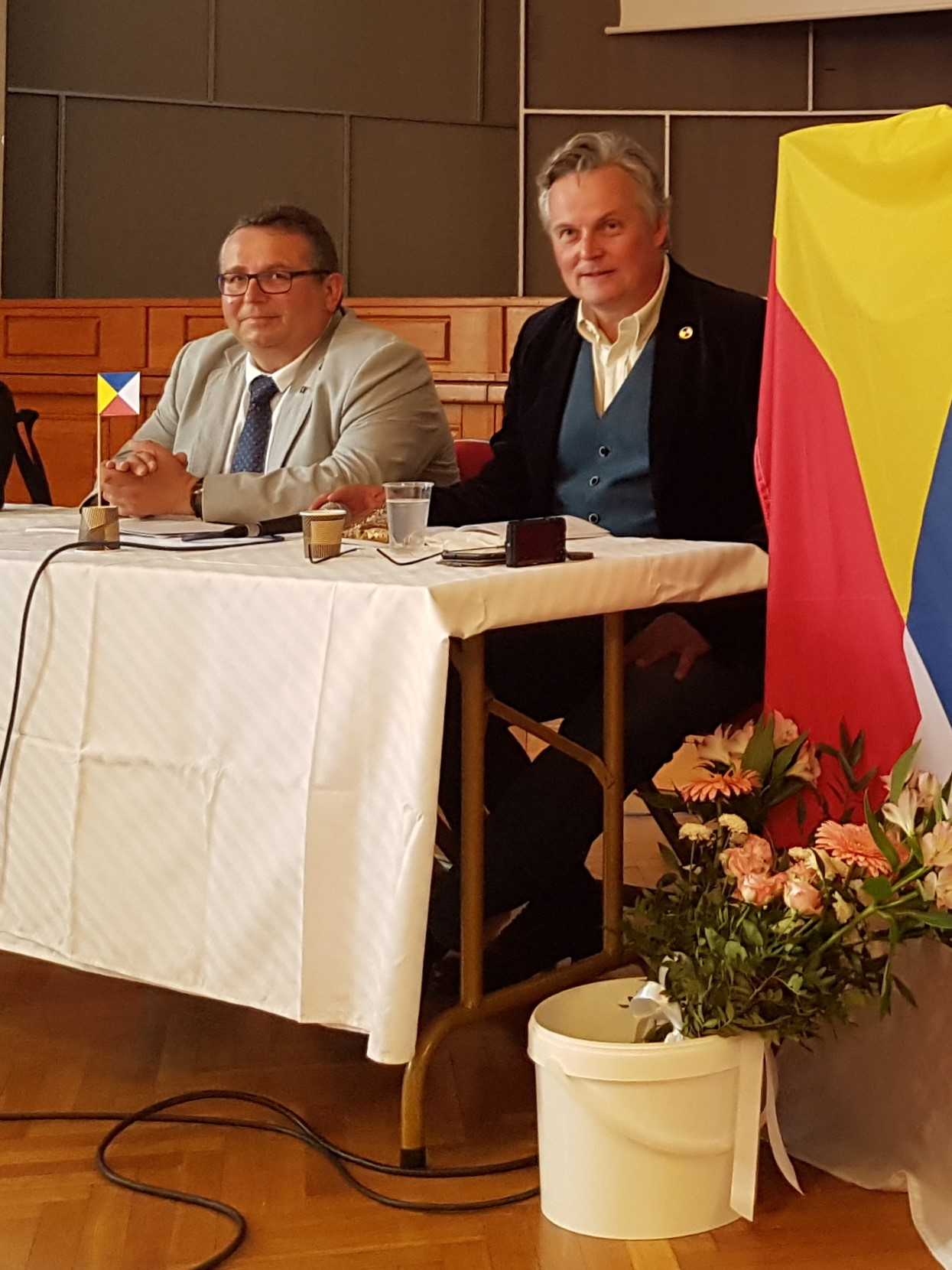
Vojtěch Merunka e Jan van Steenbergen na segunda conferência do intereslavo, 2018

O idioma intereslavo ou língua intereslava (medžuslovjansky jezyk, em Cirílico меджусловјанскы језык) é uma língua auxiliar zonal criada a partir das línguas eslavas. O projeto tem como finalidade facilitar a comunicação entre os países eslavos, bem como também facilitar às pessoas que não conhecem uma língua eslava a se comunicar com os mesmos. Resulta da colaboração de três projetos linguísticos em 2011, nomeadamente:
- o slovianski, criado pelo linguista holandês Jan van Steenbergen em 2006,
- o slovioski, uma versão melhorada do slovio criada por Steeven Radzikowski em 2009,
- o novoslověnsky, uma modernização do antigo eslavônico eclesiástico, desenhada por Vojtěch Merunka em 2009.

Em março de 2022, a comunidade do idioma no Facebook tinha mais de 16,2 mil membros.
O idioma intereslavo fala-se também no filme tcheco O pássaro pintado.
O intereslavo pode ser classificado como uma língua semiconstruída. É essencialmente uma continuação moderna do antigo eslavo eclesiástico, mas também se baseia nas diversas formas linguísticas improvisadas que os falantes de línguas eslavas utilizam há séculos para se comunicar entre nacionalidades, por exemplo, em ambientes multieslavos e na internet, fornecendo-lhes uma base científica. Assim, tanto a gramática quanto o vocabulário baseiam-se em elementos comuns entre as línguas eslavas. Seu foco principal é a inteligibilidade instantânea em vez da facilidade de aprendizado, um equilíbrio típico das línguas naturalistas (em oposição às línguas esquemáticas).

## Alfabetos intereslavos
Um dos princípios básicos do intereslavo é que a língua pode ser escrita em qualquer teclado eslavo. Como a fronteira entre o alfabeto latino e o cirílico atravessa o meio do território eslavo, o intereslavo permite o uso de ambos os alfabetos. Devido às diferenças entre, por exemplo, o alfabeto polonês e outros alfabetos latinos eslavos, assim como o sérvio e outros alfabetos cirílicos, variações ortográficas são toleradas.
| A | B | C | Č | D | DŽ | E | Ě | F | G | H | I | J | K | L | LJ | M | N | NJ | O | P | R | S | Š | T | U | V | Y | Z | Ž |
| - | - | - | - | - | -- | - | - | - | - | - | - | - | - | - | -- | - | - | -- | - | - | - | - | - | - | - | - | - | - | - |

| А | Б | В | Г | Д | ДЖ | Е | Є | Ж | З | И | Ы | Ј | К | Л | Љ | М | Н | Њ | О | П | Р | С | Т | У | Ф | Х | Ц | Ч | Ш |
| - | - | - | - | - | -- | - | - | - | - | - | - | - | - | - | - | - | - | - | - | - | - | - | - | - | - | - | - | - | - |

## Exemplos

### Pai nosso
| Intereslavo                                              | Português                                              |
| Otče naš, ktory jesi v nebesah,                          | Pai nosso, que estás no céu,                           |
| nehaj sveti se ime Tvoje;                                | santificado seja o vosso nome;                         |
| Nehaj prijde kraljevstvo Tvoje,                          | vem a nós o vosso reino,                               |
| nehaj bude volja Tvoja, kako v nebu tako i na zemji.     | seja feita a vossa vontade assim na terra como no céu. |
| Hlěb naš vsakodenny daj nam dnes,                        | O pão nosso de cada dia nos daí hoje,                  |
| i odpusti nam naše grěhy,                                | perdoai-nos as nossas ofensas,                         |
| tako kako my odpuščajemo našim grěšnikam.                | assim como nós perdoamos a quem nos tem ofendido.      |
| I ne vvedi nas v pokušenje, ale izbavi nas od zlogo.     | Não nos deixei cair em tentação mas livrai-nos do mal. |
| Ibo Tvoje jest kraljevstvo i moč i slava, na věky věkov. | Pois teu é o reino, o poder e a glória, para sempre.   |
| Amin.                                                    | Amém.                                                  |